# Lett férfi jégkorong-válogatott
A lett férfi jégkorong-válogatott Lettország nemzeti csapata, amelyet a Lett Jégkorongszövetség (lettül: Latvijas Hokeja federācija) irányít.
A lett válogatott először 1933-ban vett részt a világbajnokságon, 1936-ban pedig az olimpián. A II. világháború után a Szovjetunió részévé vált. 1992 után a Szovjetunió szétesését követően lett ismét független az ország. A lett válogatottat 1993-ban a C csoportos világbajnokságra sorolták be, amelyet megnyert. A főcsoportba az 1996-os B csoportos világbajnokság megnyerésével sikerült feljutniuk, azóta nem is estek ki onnan.
A világbajnokságokon a legjobb eredményük a 2023-as harmadik helyezés, amelyet háromszor sikerült elérniük. Az olimpián a 2014-es 8. hely a legjobb eredményük. Részt vettek az 1932-es Európa-bajnokságon, ahol a 8. helyet szerezték meg.

## Eredmények

### Európa-bajnokság
- 1910–1914 – az orosz válogatott része
- 1921–1929 – nem vett részt
- 1932 – 8. hely

### Világbajnokság
1920 és 1968 között a téli olimpia minősült az az évi világbajnokságnak is. Ezek az eredmények kétszer szerepelnek a listában.
- 1920–1932 – nem vett részt
- 1933 – 10. hely
- 1934 – nem vett részt
- 1935 – 13. hely
- 1936 – 13. hely
- 1937 – nem vett részt
- 1938 – 10. hely
- 1939 – 10. hely
- 1940 és 1946 között a II. világháború miatt nem rendeztek vb-t, Lettország ezt követően a Szovjetunió része volt 1992-ig
- 1993 – 21. hely (C csop., 1. hely)
- 1994 – 14. hely (B csop., 2. hely)
- 1995 – 14. hely (B csop., 2. hely)
- 1996 – 13. hely (B csop., 1. hely)
- 1997 – 7. hely
- 1998 – 9. hely
- 1999 – 11. hely
- 2000 – 8. hely
- 2001 – 13. hely
- 2002 – 11. hely
- 2003 – 9. hely
- 2004 – 7. hely
- 2005 – 9. hely
- 2006 – 10. hely
- 2007 – 13. hely
- 2008 – 11. hely
- 2009 – 7. hely
- 2010 – 11. hely
- 2011 – 13. hely
- 2012 – 10. hely
- 2013 – 11. hely
- 2014 – 11. hely
- 2015 – 13. hely
- 2016 – 13. hely
- 2017 – 10. hely
- 2018 – 8. hely
- 2019 – 10. hely
- 2020 – Elmaradt a koronavírus miatt
- 2021 – 11. hely
- 2022 – 10. hely
- 2023 –  Bronz

### Olimpiai játékok
- 1920–1932 – nem vett részt
- 1936 – 13. hely
- 1948–1992 – A Szovjetunió része volt
- 1994 – nem jutott ki
- 1998 – nem jutott ki
- 2002 – 9. hely
- 2006 – 9. hely
- 2010 – 12. hely
- 2014 – 8. hely
- 2018 – nem jutott ki
- 2022 – 11. hely